# ラテン語版ウィキペディア
ラテン語版ウィキペディア（ラテンごばんウィキペディア、Vicipaedia Latina）はラテン語によるウィキペディアである。2002年より開設。2018年2月16日時点で項目数は127,980、登録者数は104,517人、管理者は17人。
主要な内容は全てラテン語で書かれているが、多くの利用者は現代言語の方が使いやすいと感じるため、議論では英語やイタリア語、フランス語、ドイツ語、スペイン語などがよく使用される。
初期には古代史を扱った項目が主であったが、2006年序盤からは20世紀以降の物事に関する項目が大幅に増加した。古典期に存在しなかった概念を扱うために新語が生み出され、その妥当性がしばしば議論の元となっている。
ラテン語学者らは、百科事典が徐々に改善されていることを確認している。カリフォルニア大学ロサンゼルス校古典学部の学部長であるロバート・ガーヴァルによると、寄稿者の中には完璧なラテン語を書くことができない者もいるが「優れた記事は実際にとても優れている」。ラテン語版ウィキペディアは、絶滅言語で書かれた最初の言語版であり、教会スラヴ語版ウィキペディアなどは後から設立された。

## 現代の語彙と造語の方針
ラテン語版ウィキペディアが開始された当初は、古典史に関連する記事が主流であったが、2006年以降、新たな投稿者集団によって、大衆文化やテクノロジーといった20世紀の話題が大幅に増加された。
ラテン語版ウィキペディアの公式方針として、新語やユーザーによる造語は禁止されている。古典ラテン語や中世ラテン語には存在しなかった概念を扱うため、植物ラテン語、科学ラテン語、18世紀や19世紀のラテン語百科事典や書籍、バチカンの公式現代ラテン語辞典、エフェメリスやラジオ・ブレーメンなどの現在のラテン語新聞やラジオ番組の現代ラテン語資料の用語が使用されている。
国際的な性格を持つ多くの言語でもそうであるように、ある概念に対して複数の正しい用語が存在することがよくある。ラテン語の場合、2000年以上もの間、広い地域で使われ続けてきた言語であるため、複数の同義語が存在することは一般的である。古典ラテン語、中世ラテン語、科学ラテン語、現代ラテン語で、同じ概念が異なる用語で表現されることもある。一般的に、ラテン語版ウィキペディアはページ名に最も古い、または古典的な用語を採用し、それ以外のものからはリダイレクトとしている。編集者の間では、意味の濃淡についてしばしば活発な議論が交わされる。創作された言葉を避け、代替となる用語の参考文献を示すという慣行は、検証可能性と独自研究の禁止という一般的なウィキペディアの主張と一致している。
多くの大学やその他の機関は、公式なラテン語名を持っている。ラテン語が現在の標準語である分野では、たとえそれが古典ラテン語ではなくても、基本的に正式名称をページ名として採用する。これは以下に適用される。
- カトリックの教区名
- カトリックの公式称号
- 生物種やその他の分類群
- 惑星・小惑星・衛星・星座
- 地球外天体の地形的特徴
- 解剖学的な名称
- 病名

現代的な概念を表す用語が見つからない場合、他の多くの言語と同じように国際的な単語（多くはロマンス諸語や英語から）を借用するのが通例である。このような直接的な借用は、光子（羅: Photon）、グルーオン（羅: gluon）という粒子名や、ケルビン（羅: Kelvinus）という温度の単位に対して行われた。しかし、ラテン語とギリシア語は常に新しい科学用語の源となってきたため、多くの国際的な単語はすでにラテン語やラテン語化させたギリシア語の体裁をとっている。

## 正書法

### 文字表記
- u: 母音 /u/
- v: 子音（半母音） /w/
- i: 母音 /i/ もしくは子音（半母音） /j/
- c: 子音 /k/